# アユーブ・ハーン
ムハンマド・アユーブ・ハーン（ウルドゥー語: محمد ایوب خان; 1907年5月14日  – 1974年4月19日）は、パキスタンの初代軍総司令官であり、第2代の同国大統領である。1958年のクーデターで政権に就き、1969年の暴動で辞任を強いられるまでその地位にとどまった。
アユブ・カーンの遺産は依然として複雑であるとされている。彼の大統領任期は「発展の10年」と呼ばれることが多く、経済的繁栄と工業化の功績が認められている。一方で諜報機関の国政への最初の侵入を開始した事、腐敗した少数の手に富を集中させた縁故主義と汚職の増大、そして後にバングラデシュ独立戦争につながる地理的差別政策を行ったことで批評家から非難されている。

## 生涯
サンドハースト陸軍士官学校で訓練を受けた後、第二次世界大戦において英印軍の司令官として戦った。彼は、1947年にパキスタンの分離独立のために結成された軍に所属して東ベンガルの総司令官に就いた。
1951年にリヤーカト・アリー・ハーン首相により、最初のパキスタン出身の軍総司令官に任命された。1958年、イスカンダル・ミールザー大統領の戒厳令発令を支持して、その管理者となった。その2週間後、彼は無血クーデターを敢行し、大統領の地位に就いた。前政権と同じく親米英の路線を採り、ソ連やインドと対立した。
1965年にインド・パキスタン戦争が起きたが国連の調停により5週間で終結した。インドとの和平における譲歩案に対して国民の不満がくすぶりだした。激しい物価上昇に対する国民の不満は爆発し各地で暴動が起きた。1969年に彼は辞任して、2度目の戒厳令を宣言したヤヒヤー・ハーンに権力を委譲した。
1974年、イスラマバードで病死した。